# 畠山義成
畠山 義成（はたけやま よしなり、1842年10月〈天保13年9月〉 - 1876年〈明治9年〉10月20日）は、明治時代初期の日本の文部官僚、教育者。旧薩摩藩士。通称・丈之助（たけのすけ）、号は純常。留学中の変名は杉浦 弘蔵（すぎうら こうぞう、Kozo Soogiwoora）。明治時代初の官費留学生の一人。
明治維新前後に薩摩藩第一次英国留学生として英米留学後、教育行政に深くたずさわり、また東京開成学校（東京大学の前身の一つ）、東京外国語学校（東京外国語大学の前身）の校長、東京書籍館（国立国会図書館の前身の一つ）、東京博物館（国立科学博物館および小石川植物園の前身）の館長を歴任した。

## 経歴

### 出自と留学まで
薩摩藩士として、鹿児島城下平之馬場（現在の鹿児島市平之町）に生まれる。家格は一所持格で、島津義弘の忠臣であった畠山長寿院盛淳を祖にすると思われるが、薩州武鑑では父親とみられる人物が加治木島津家の出（久徳の三男）になっているため、畠山家血縁であるかは不明。また、兄に二階堂蔀、土岐四郎があるという。出発時の肩書は当番頭。
幕末、薩摩藩が送り出した密航留学生第一次選抜者から3名が辞退したため、後の家老候補としてその一員に選ばれる。当初辞退したが、藩主父の島津久光に説得されて留学生に加わったとされる。留学生は東シナ海の甑島取調べとして、羽島へ移り、洋学を学んだ後、五代友厚・寺島宗則・堀孝之らを案内・通訳として、香港、スエズ（一部陸路）経由でマルセイユから大陸を経てイギリスへ渡る。渡航時の任務として築城学の修業を割り当てられた。

### 年譜
- 1865年（元治2年／慶応元年）、薩摩藩英国留学生の一人として、羽島港（現在の鹿児島県いちき串木野市）からイギリスへ留学。ユニヴァーシティ・カレッジ・ロンドン（University College of London）に1年在学。1866年の夏季休暇にパリへ単独旅行。
- 1867年8月、元在日英国公使秘書であったローレンス・オリファントの誘いで、スヴェーデンボリ派の独自の教義を持つ新生兄弟会（New Life of Brotherhood、心霊主義者のトマス・レイク・ハリスが主宰した新宗教団体）に加わるため、アメリカ合衆国ニューヨーク州へ渡り、同団体のコロニーで共同生活を送る。後、同州エリー湖岸のブロクトンへ教団とともに移住。オリファント、留学生仲間（吉田清成〈永井五百助〉・鮫島尚信〈野田伸平〉・森有礼〈沢井鉄馬〉・松村淳蔵〈本名は市来勘十郎だが帰国後復姓せず〉・長沢鼎（本名は磯永彦助だが復姓せず〉）が同行。
- 1868年5月、ハリスの教団を去って、マサチューセッツ州モンソンアカデミー（高等学校）に在学していた薩摩藩第二次米国留学生（吉原重俊〈大原令之助〉・湯地定基〈工藤十郎〉・種子島敬輔〈吉田彦麿〉・江夏蘇助・仁礼景範）、オランダ改革派教会外国伝道局総主事ジョン・フェリスを介して、ニュージャージー州ニューブランズウィックへ。9月よりラトガース大学科学校（3年制）に入学。年末にラトガース大学近隣のニューブランズウィック第二オランダ改革派教会（New Brunswick Second Dutch Reformed Church）で受洗し、宣教師を志す[3]。ラトガース大学では、後に開成学校の教授・牧師となるエドワード・ウォーレン・クラークと出会っている[4]。
- 1869年から1870年まで、ラトガース大学在学。1869年5月4日（明治2年3月23日）、畠山とともに肥後藩の横井左平太・横井太平、薩摩藩の吉原重俊・種子島敬輔・長沢鼎・松村淳蔵・吉田清成、福井藩の日下部太郎の9名は、明治政府初の官費留学生に認定された[5]。また、留学生財政管理に任じられた吉田清成が上野景範らのイギリス出張に随い、後任の吉原重俊も大山巌・品川弥二郎・中濱万次郎らの普仏戦争視察に随行したため[6]、留学生管理役及び財政管理役となる。
- 1871年5月に明治政府より帰国命令[7]。ヨーロッパの学制視察をしながらの帰国を命じられ、10月イギリスへ。ラトガース大学最終学年は、科学校から普通科へ編入。
- 1872年1月、岩倉使節団合流のため、吉原重俊と共にアメリカへ戻る。ロンドンを発つ際、帰国中の駐日英国公使のハリー・パークスから、チャールズ・デロング駐日米国公使の岩倉使節同行に反対する岩倉宛手紙を託された[8]。3月1日の岩倉使節団ワシントンD.C.到着と共に、書記官として合流。以後、岩倉具視と共に各国を訪問、使節団公式記録者の久米邦武と共に取材にあたる[9]。
- 1873年9月、岩倉、久米と共に帰国。同年6月に文部省顧問として来日した旧知のダビッド・モルレー元ラトガース大学教授の個人通訳などを経て、10月文部省五等出仕、12月に畠山姓に戻り、開成学校、外国語学校の校長となる。
- 1874年2月、征韓論、佐賀の乱などの騒擾に伴い鹿児島へ帰国。4月に東京へ戻り、6月文部小丞、学務局長。12月、同年10月に文部省学監となったモルレーと共に、金星日面経過観測に来日したジョージ・デビッドソン率いるアメリカ観測隊に合流するため、長崎に出張（デビッドソンはモルレーの学者仲間）。日本の観測隊責任者は柳楢悦で[10]、上野彦馬がカメラマンを務めた[11]。
- 1875年3月、書籍館、博物館の館長、および博物館付属施設の小石川植物園責任者となる（書籍館から図書館を確立した永井久一郎は永井荷風の父親）。7月、モルレー夫妻と日光へ旅行。8月、病気療養のため大阪へ旅行（木戸孝允は京都府知事槇村正直に、静養のために土手町の木戸宅の部屋を貸すよう書簡で依頼している[12]）。9月帰京。
- 1876年4月、フィラデルフィア万国博覧会に文部省から文部大輔田中不二麿と渡米。万博の日本隊の実質的責任者は西郷従道であった。6月、ラトガース大学より名誉修士号を授与される[13]。しかし、結核に冒され、米国滞在のほとんどを療養に費やす。9月にニューヨーク出港、パナマ経由で10月にサンフランシスコ着、シティ・オブ・ペキン号（パシフィック・メイル社）で帰国の途に着くが、10月20日、太平洋上で客死した（この船旅については折田彦市の日記に詳しい）。享年35。29日、日本着、30日に青山墓地にて葬儀が行われた。

## 銅像・墓所

若き薩摩の群像

- 1982年（昭和57年）、鹿児島中央駅前東口広場に彫刻家の中村晋也が制作した薩摩藩英国留学生の像「若き薩摩の群像」[14]の一人として建立。
- 墓所は当初青山霊園1-イ-2-9の手塚律蔵（瀬脇寿人）の左隣にあったが、1938年（昭和13年）頃改葬された。現在は同霊園1-ロ-16-1の、兄である二階堂蔀家の墓所に合葬されている。多磨霊園の無縁墓地には改葬されていない。なお、もう1人の兄土岐四郎の墓も、同霊園の1-イ-13-9（青山墓地中央交差点を挟んだ向かい側）にあり、近隣に葬られている。

## 著作
- 畠山義成洋行日誌（鹿児島県立図書館所蔵）
  - 西村正守「畠山義成洋行日記（杉浦弘蔵西洋遊学日誌）」（『参考書誌研究』第15号、国立国会図書館、1977年10月、NAID 40001479930）
  - 福井迪子「『畠山義成洋行日記』翻刻」（『研究年報』第6号、鹿児島県立短期大学地域研究所、1978年3月、NAID 110000039868）
  - 「畠山義成洋行日記」（上沼八郎、犬塚孝明編 『新修森有禮全集 第4巻』 文泉堂書店、1999年4月）
- 畠山義成関係資料（尚古集成館所蔵）
  - 犬塚孝明「翻刻 杉浦弘蔵ノート」（『研究年報』第15号、鹿児島県立短期大学地域研究所、1987年3月、NAID 110000039753）
  - 犬塚孝明「翻刻 杉浦弘蔵メモ」（『研究年報』第18号、鹿児島県立短期大学地域研究所、1990年3月、NAID 110001031048）
- 「東京開成学校年報」（『文部省第二年報附録』）
- 「督学局年報 一」「東京博物館年報」（『文部省第三年報附録 第一』）

## 関連文献
- 「畠山義成」（エス・ケイ・ケイ編 『国際人事典：幕末・明治』毎日コミュニケーションズ、1991年6月、ISBN 4895631605）
- 山元亜由美「土岐家資料について」（『黎明』Vol.35 No.1、鹿児島県歴史資料センター黎明館、2017年5月）
- 村井智恵「畠山義成：『米欧回覧実記』の影の記者・文部行政の先駆者」（米欧亜回覧の会、泉三郎編『岩倉使節団の群像：日本近代化のパイオニア』ミネルヴァ書房、2019年2月、ISBN 9784623084005）
- 林匡「春井：薩摩藩武家女性の一例」（『研究紀要』第24号、鹿屋市立鹿屋女子高等学校、2020年3月）